# Astro Glacier
Astro Glacier är en glaciär i Antarktis. Den ligger i Östantarktis. Australien gör anspråk på området. Astro Glacier ligger 1 607 meter över havet.
Terrängen runt Astro Glacier är kuperad åt sydost, men åt nordväst är den platt. Terrängen runt Astro Glacier sluttar österut. Trakten är obefolkad. Det finns inga samhällen i närheten.